# زمین‌لرزه ۱۹۸۳ چین
زمین‌لرزه چین  در تاریخ ۶ نوامبر ۱۹۸۳ میلادی، برابر با ‎۱۵ آبان ۱۳۶۲، ساعت ۲۱:۰۹:۴۵ به زمان یوتی‌سی در چین رخ داد. ژرفای این زلزله ۳۲٫۱ کیلومتر بود، و بزرگی آن ۵٫۵ در مقیاس Mw اعلام شده‌است. زمین‌لرزه به وقت محلی در روز دوشنبه، ساعت ۵ روی داده و منطقه زمانی آن یوتی‌سی +۸ بوده‌است .
سازمان زمین‌شناسی آمریکا نیز رومرکز این زمین‌لرزه را در مختصات ۳۵°۱۲′۲۲″شمالی ۱۱۵°۱۲′۴۷″شرقی / ۳۵٫۲۰۶°شمالی ۱۱۵٫۲۱۳°شرقی و ژرفای آنرا در ۱۹ کیلومتر گزارش کرده‌است. بزرگی برگزیدهٔ این سازمان از میان بزرگیهای محاسبه‌شدهٔ مختلف ۵٫۷ در مقیاس Mb بوده و از دید اثر، در میان چهار دسته‌بندی «نامحسوس»، «محسوس»، «زیان‌آور» یا «با تلفات»، زلزله را «با تلفات» اعلام کرده‌است.نزدیک به ۳۳۰۰ ساختمان در زمین‌لرزه خراب شده‌است.
پروژهٔ «تنسور گشتاور مرکزوار» زاویه‌های (راستا، شیب، ریک) گسل سازندهٔ زمین‌لرزه و صفحه عمود بر آنرا (°۱۴۲، °۴۴، °۷۱) یا (°۳۴۸، °۴۹، °۱۰۷) و نوع گسل را «معکوس» فرارسانده‌است.
شمار کشتگان زلزله حدود ۴۵ نفر بوده‌است.تعداد زخمیان ۸۷۴ نفر برآورده شده‌است.بی‌خانمان شدگان نیز ۱۶۵۰۰ نفر اعلام شده‌است.